# Canopus (csillag)
A Canopus (α Carinae, Alpha Carinae) első fényrendű csillag, a Hajógerinc csillagkép főcsillaga. A második legfényesebb csillag az éjszakai égbolton (a Szíriusz után). Magyarországról nem látható. A 19. századig Alpha Argus néven volt ismert, a neve az 1930-as Nemzetközi Csillagászati Unió közgyűlésén változott meg, amikor az Argo csillagképet több kisebb részre bontották.
Valószínűleg ez az egyetlen olyan első fényrendű csillag, melyet egy személy után neveztek el.

## Leírása
Szuperóriás (valószínűleg a legközelebbi a Földhöz). Fénye a Napénál 15 000-szer erősebb. Fényosztálya: Ib szuperóriás. Színképosztálya F0Ib vagy A9 (változó). Fénye enyhén sárgás, inkább fehér. Átmérője 65-szöröse a Napénak. Tömege 8-9 naptömeg. A korona hőmérséklete 20 millió K. A Földön is észlelhető röntgen- és rádiósugárzást bocsát ki.

## Láthatósága
Magyarországról nem látható. Leginkább a déli féltekéről látható, az északi félgömbről elméletileg csak a 40° északi szélességtől délre. Európában Szicília, Görögország földrajzi szélessége az, ahol elvileg már látható, azonban a megfigyelőnek pontosan tudnia kell, hogy hol keresse, tiszta, felhőtlen időnek kell lennie, és mindenképpen optikai segédeszközt kell használnia. A 40° déli szélességtől délre cirkumpoláris.
A helyzete még a Föld precessziója miatt sem változott annyit, hogy látható lett volna az utolsó néhány ezer évben akár az ókori Róma, akár az ókori Görögország számára. Az ókori Egyiptomból azonban látható volt.

## Történetei
A görög mondák szerint Kanopusz volt az irányítója Menelaosz hajóflottájának, amikor Trójából hazafelé hajóztak a trójai háború után. Amikor a hajók Egyiptomba értek, Kanopuszt a parton megharapta egy mérgeskígyó, aki ebbe belehalt. Hajósának tiszteletére Menelaosz a neve után elnevezte a kikötőt és egy fényes csillagot, ami éppen akkor kelt fel. Könnyen lehetséges azonban, hogy a történet azért alakult ki, mert nem ismerték a csillag nevének eredetét.
Paul Kunitzsch (jelenkori, csillagnevek eredetével foglalkozó szakértő) szerint a Canopus név lefordítatlan névként vált ismertté a görög csillagászok számára valamikor az i. e. 2. században. Kunitzsch megállapítja tovább, hogy „a név kialakulásában egyiptomi hatások érvényesülnek”.
R. H. Allen (1899) szerint egy ókori egyiptomi vallási költő a versében „Karbana” néven említi a csillagot. Az írás III. Thotmesz fáraó idejéből származik, kb. 1500 évvel Sztrabón előttről.
Ha a trójai háború valóban megtörtént, akkor valamikor az i. e. 12. században játszódott le. Körülbelül ezer évvel később Kanopusz kikötője a bűn és a kicsapongás központja volt. A város mintegy 19 km-re északkeletre van Alexandriától. Kanopusz szolgált a híres csillagász, Klaudiosz Ptolemaiosz megfigyeléseihez az i. sz. 1. században. A modern települést, ami az ókori romokon épült, nyugati történészek Al Bekur vagy Aboukir néven említették, amikor a figyelem középpontjába először Lord Nelson nílusi csatája idején került, 1798-ban, majd a következő évben Napóleon győzelmekor a törökök fölött. A hely neve jelenleg Abu Qir.
Allen megjegyzi, hogy az ókori Kínában a csillag neve „Laou Csin” (老人星 , Lǎorénxīng), vagyis „öreg ember” volt, és imádása egészen i. e. 100-ig tartott.
Az ókori hinduk a csillagot „Agastya” névvel illették, aki egyike volt a risiknek. Ő az Argha hajó kormányosa volt (a hajó neve hasonló a görög Argóhoz, aminek a csillagképében a Canopus található). Ezzel a hajóval egy nagy áradást éltek túl. Agastya Varuna, a vizek istennőjének fia volt. Az özönvíz után Agastya a víz varázslatos tisztítását hajtotta végre - mondják a mítoszokkal foglalkozó Gertude és James Jobes.
A középkori arabok több száz éven keresztül csodálták és tisztelték a Canopust. Az egyik név, amit a csillagnak adtak, ez volt: Szuhail. Több más, fényes csillagot hívtak így, amik alacsonyan helyezkedtek el a déli égbolton (más névváltozatok: Szuheil, Wezen). A „wezen” jelentése: „súly”, ez utalás arra, hogy az elképzelésük szerint nehéz csillag a súlyánál fogva alul helyezkedik el. A „szuhail” név eredete ismeretlen Kunitzsch szerint.
A csillagászati író és klasszikus tudós, Guy Ottewell (és legalább egy korábbi tekintély is) feltételezi, hogy az arab név a „szahl” szóból ered, aminek jelentése: „sima és sík” (ezért nevezik a Száhel-övezetet is így). Ottewell azt mondja, hogy a „szuheil” ennek kicsinyítő képzős változata (ezt fiúnévként is használták).
R. H. Allen állítása szerint a „szuhail” szót Arábiában is használták személyek megnevezésére, „okos, dicsőséges és szép” értelemben. manapság a nomádok alkalmazzák a nevet csinos, jóképű férfiak megjelölésére. Allen megjegyzi, hogy a perzsák ezt a szót a „bölcsesség” szinonimájaként használták.
Egy arab legenda szerint egy Szuhail nevű ifjú (ő lehet Canopus), aki megházasodott egy Al Dzsauza (=Orion, angolos írásmóddal: Al Jauzah) nevű szűzzel, de megölte őt és el kellett menekülnie, mert Szíriusz üldözte.
A történet másik változata szerint Al Dzsauza visszautasította a kérőt és szó szerint kirúgta. Mindkét történet arra keresi a magyarázatot, hogy miért helyezkedik el a Canopus annyira távol a többi fényes csillagtól: a Szíriusztól, az Oriontól, a Procyontól és a téli égbolt egyéb csillagképeitől.
Allen állítása szerint a Canopus helikális kelése még 1899-ben is az év egy bizonyos szakát jelezte az araboknak: leszüretelték a gyümölcsöket, véget ért a nyár forró időszaka, és ekkor választották el a fiatal tevéket az anyjuktól. Ez utóbbi gyakorlatot Thomas Moore költő (1779–1852) is megírta az "Evenings in Greece" (Esték Görögországban) című költeményében (nyersfordítás):
A camel slept—young as if wean’d
When last the star Canopus rose.
Egy teve aludt - fiatal, mintha

Akkor választották volna el, amikor a Canopus utoljára felkelt.
Az arabok által a csillagnak adott másik név az „Al Fahl” volt (tevecsődör).

## Érdekesség
A Föld precessziója nem igazán módosította a Canopus helyzetét az égbolton az utóbbi néhány ezer évben, azonban körülbelül 12 000 évvel ezelőtt (a precessziós ciklus felénél) a Canopus a Föld forgástengelyének déli pontja közelében helyezkedett el. Ugyanebben az időben a Vega az északi pólus irányát adta meg. Így az utolsó jégkorszak idején a forgástengely mindkét irányában egy-egy igen fényes csillag volt található.
Navigáció
A Canopust nem csak a középkori arabok használták a sivatagban való navigációra, hanem az űrhajózásban is hasonló szerepet tölt be. Ember nélküli, amerikai bolygókutató űrszondák, illetve űrhajósok is használják a Canopust az égbolton való tájékozódásra, mivel ez az égi egyenlítőtől legtávolabb található első fényrendű csillag.
Sok amerikai űrhajó egy speciális kamerával rendelkezik a Canopus érzékelésére, ezt nevezik angolul „Canopus Star Tracker”-nek (Canopus csillagkereső).

## Megjelenése a kultúrában
- Frank Herbert Dűne sci-fi ciklusában a Dűne bolygó (másik neve Arrakis) a Canopus harmadik bolygója.
- Homérosz Odüsszeia és a Canopus csillag, mint Menelaosz égi kormányosa